# Island Air
Hawaii Island Air, Inc., действующая как Island Air, — региональная авиакомпания Соединённых Штатов Америки со штаб-квартирой в Гонолулу (Гавайи), осуществляющая регулярные пассажирские перевозки между аэропортами Гавайских островов. Портом приписки авиакомпании и её главным транзитным узлом (хабом) является международный аэропорт Гонолулу, ещё один хаб перевозчика находится в аэропорте Кахулуи на острове Мауи.
Island Air имеет код-шеринговые соглашения с магистральными авиакомпаниями США Continental Airlines, Hawaiian Airlines и United Airlines, а также с региональным перевозчиком go!.

## История

### Princeville Airways
Авиакомпания Princeville Airways была образована в 1980 году в качестве дочернего предприятия размещавшейся в штате Колорадо нефтедобывающей компании «Consolidated Oil and Gas». Princeville Airways начала операционную деятельность 9 сентября 1980 года с выполнения чартерных перевозок между Гонолулу и Принсвиллом на двух самолётах De Havilland Canada DHC-6 Twin Otter. Спустя некоторой время флот вырос до восьми лайнеров DHC-6, и авиакомпания ввела регулярный маршрут Гонолулу-Принсвилл.

### Aloha IslandAir

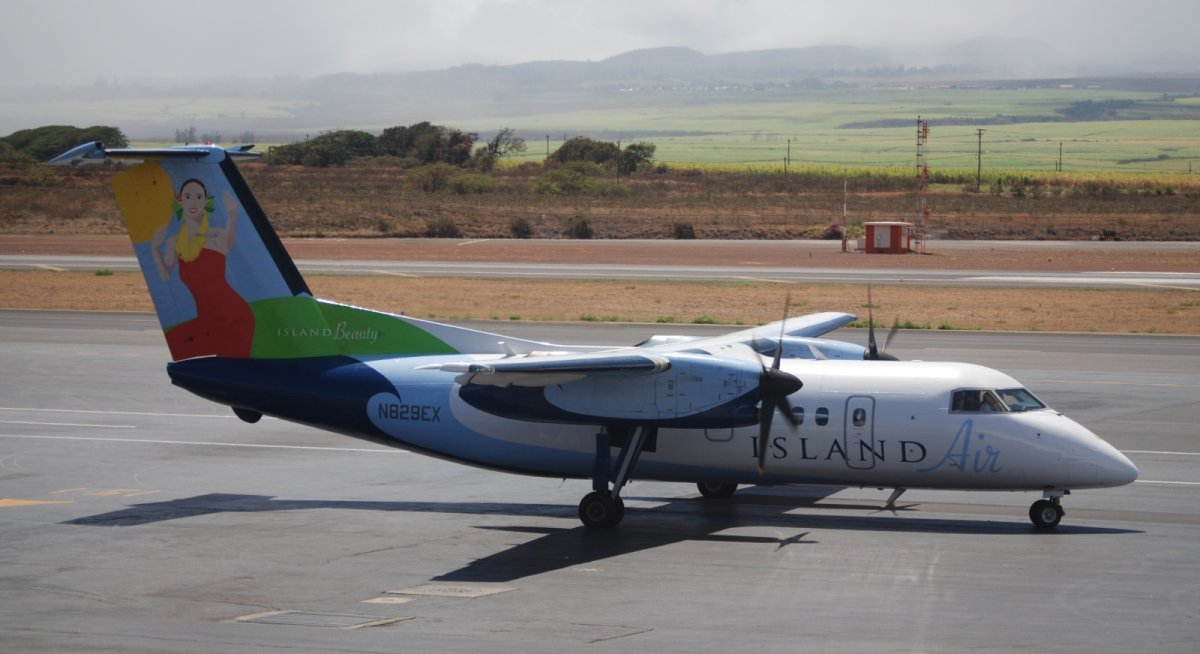
Dash 8-100 авиакомпании Island Air в новой ливрее (после 2006 года)

Логотип авиакомпании с 1992 по 2006 годы

В мае 1987 года нефтедобывающая компания «Consolidated Oil and Gas» продала свою дочернюю фирму авиационному холдингу Aloha Air Group — владельцу североамериканского магистрала Aloha Airlines. Авиакомпания сменила официальное название на Aloha IslandAir, а её деятельность была переориентирована на выполнение регулярных перевозок между аэропортами Гавайских островов на тех маршрутах, где более вместительный флот Aloha Airlines оказывался неэффективным по причине небольших загрузок пассажирских направлений. В июне 1992 года авиакомпания очередной раз была переименована и получила современное название Island Air.
В 1995 году компания получила сертификат эксплуатанта Федерального управления гражданской авиации США, позволявший осуществлять пассажирские перевозки на самолётах регионального класса, в том числе и на маршрутах между аэропортами Гавайских островов. В апреле того же года Island Air приобрела свой первый лайнер De Havilland Canada Dash 8 вместимостью в 37 пассажирских мест.

### Hawaii Island Air
В декабре 2003 года руководство Island Air сообщило о планируемом приобретении авиакомпании инвестиционным холдингом «Gavarnie Holding, LLC». Сделка была закрыта 11 мая следующего года, после чего перевозчик стал третьей по величине независимой авиакомпанией Гавайских островов, сменил своё название на Hawaii Island Air, однако продолжил операционную деятельность под прежней торговой маркой. Смена собственности авиакомпании повлекла за собой существенное укрупнение парка воздушных судов и расширение её маршрутной сети.
В мае 2008 года Island Air вошла в список Федеральной программы США  Essential Air Service (EAS) по обеспечению воздушного сообщения между небольшими населёнными пунктами страны и объявила об открытии с середины сентября субсидируемых федеральным правительством регулярных пассажирских рейсов из международного аэропорта Канзас-Сити в аэропорты Джоплина (Миссури), Гранд-Айленда (Небраска), Гаррисона и Хот-Спрингса (Арканзас). В июне месяце компания отказалась от контракта по программе EAS, ссылаясь на слишком высокие цены на топливо и недостаточную укомплектованность штата сотрудников.
В мае 2010 года штатная численность авиакомпании Island Air составляла немногим менее трёхсот человек.
В ноябре 2017 года авиакомпания Island Air прекратила свою деятельность.

## Маршрутная сеть
В октябре 2010 года маршрутная сеть регулярных перевозок авиакомпании Island Air включала семь направлений между аэропортами Гавайских островов:

### Соединённые Штаты
- Гавайи
  - Гонолулу — международный аэропорт Гонолулу
  - Капалуа — аэропорт Капалуа
  - Кахулуи — аэропорт Кахулуи
  - Кона — международный аэропорт Кона
  - Ланаи — аэропорт Ланаи
  - Лихуэ — аэропорт Лихуэ
  - Молокаи — аэропорт Молокаи

До 17 августа 2009 года компания выполняла регулярные рейсы между Гонолулу и Хило.

## Флот

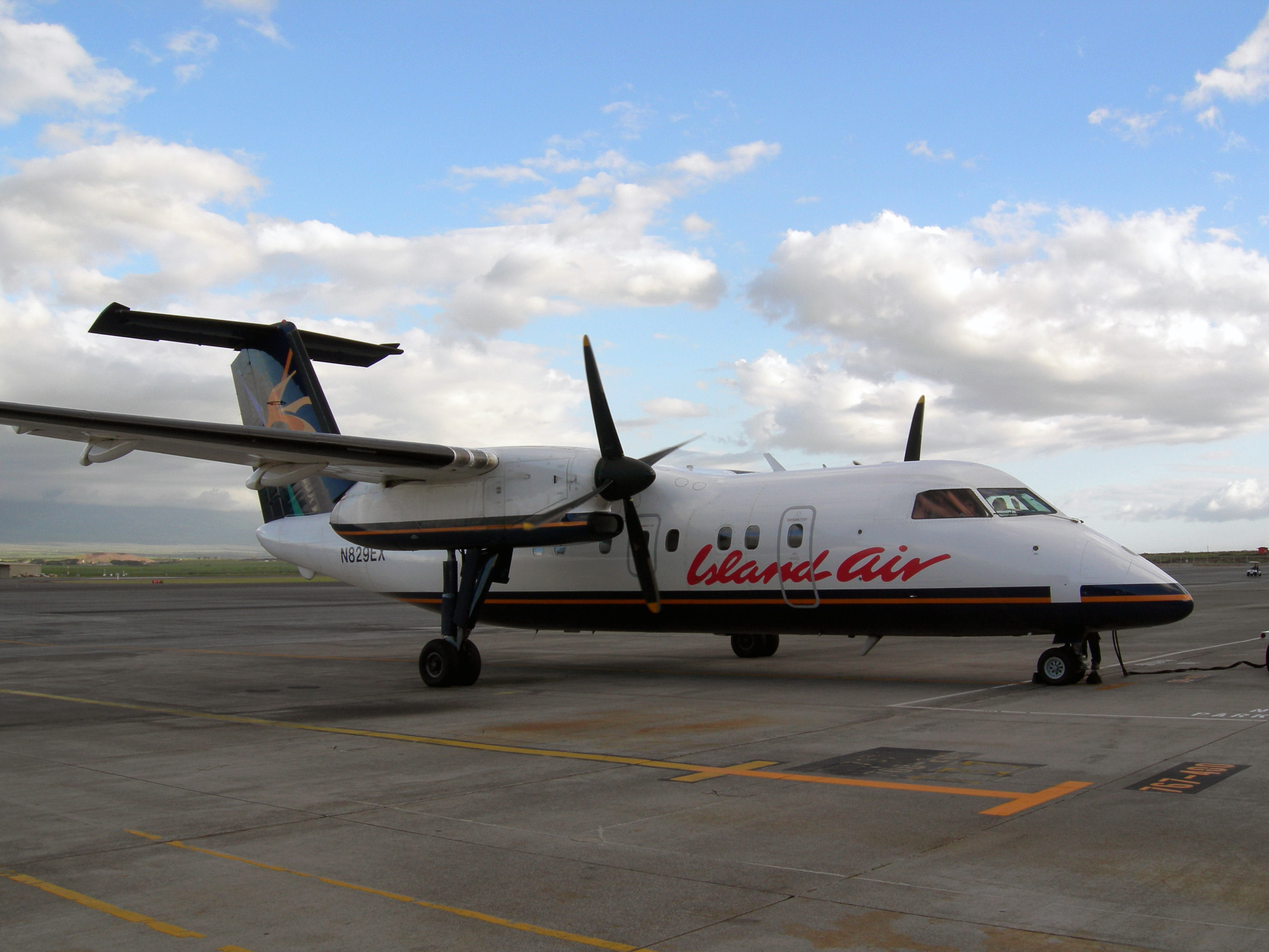
Dash 8-100 авиакомпании в прежней ливрее (до 2006 года)

Island Air много лет использовала самолёты Bombardier Dash 8-100.
В 2012 году авиакомпания начала переход к самолётам ATR. К 2014 году ожидалось начать полёты на пяти ATR 42 и трёх ATR 72-500, что позволило бы отказаться от самолетов Bombardier Dash 8-100
В 2017 году авиакомпания решила использовать самолёты Bombardier Dash 8 Q400.

## Бонусная программа Cloud 9
Island Air имела собственную бонусную программу поощрения часто летающих пассажиров «Cloud 9», взаимными партнёрами которой являются бонусные программы магистральных авиакомпаний Hawaiian Airlines, Continental Airlines и United Airlines.

## Авиапроисшествия и несчастные случаи
- 28 октября 1989 года. Самолёт de Havilland Canada DHC-6 Twin Otter (регистрационный N707PV) авиакомпании Aloha IslandAir, следовавший регулярным рейсом 1712 из международного аэропорта Кахулуи в аэропорт Молокаи, при выходе на посадочный курс столкнулся с вершиной горы в районе залива Алава (остров Молокаи). Погибли все 20 человек, находившиеся на борту лайнера, включая 8 сотрудников обслуживающего персонала волейбольной команды молокайской Высшей школы. Причиной катастрофы стало фатальное решение пилота продолжить по визуальным правилам полёт в ночное время и при метеоусловиях, требующих инструментального захода на посадку[13].